# Coptobasoides ochristalis
Coptobasoides ochristalis is een vlinder van de familie van de grasmotten (Crambidae). De wetenschappelijke naam van deze soort is voor het eerst voorgesteld door Hubert Marion in een publicatie uit 1956.
De soort komt voor op Madagaskar.